# مقياس الزرقة

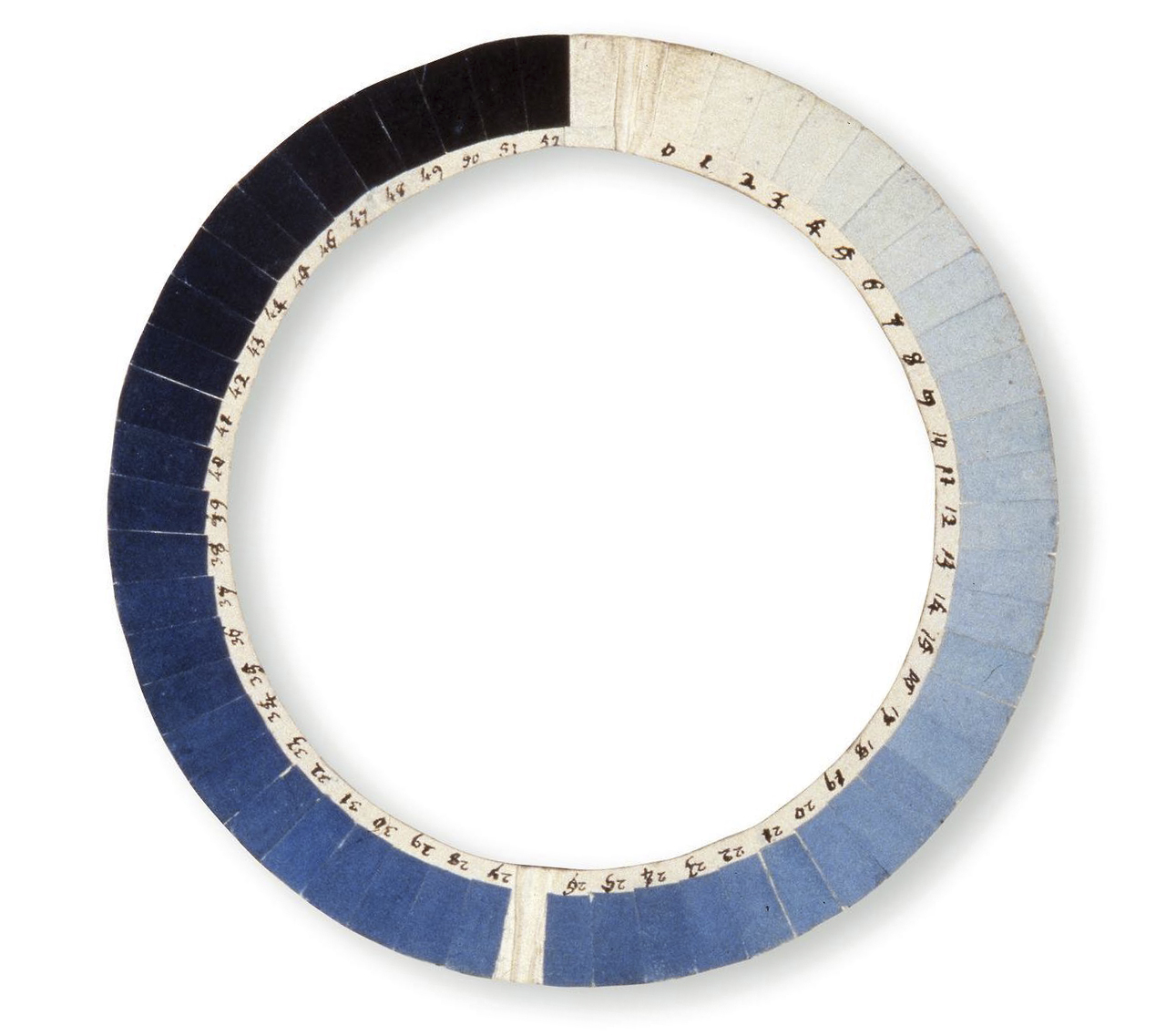
مقياس الزرقة من صنع أوراس بنديكت دو سوسير (من مجموعة متحف مدينة جنيف لتاريخ العلوم)

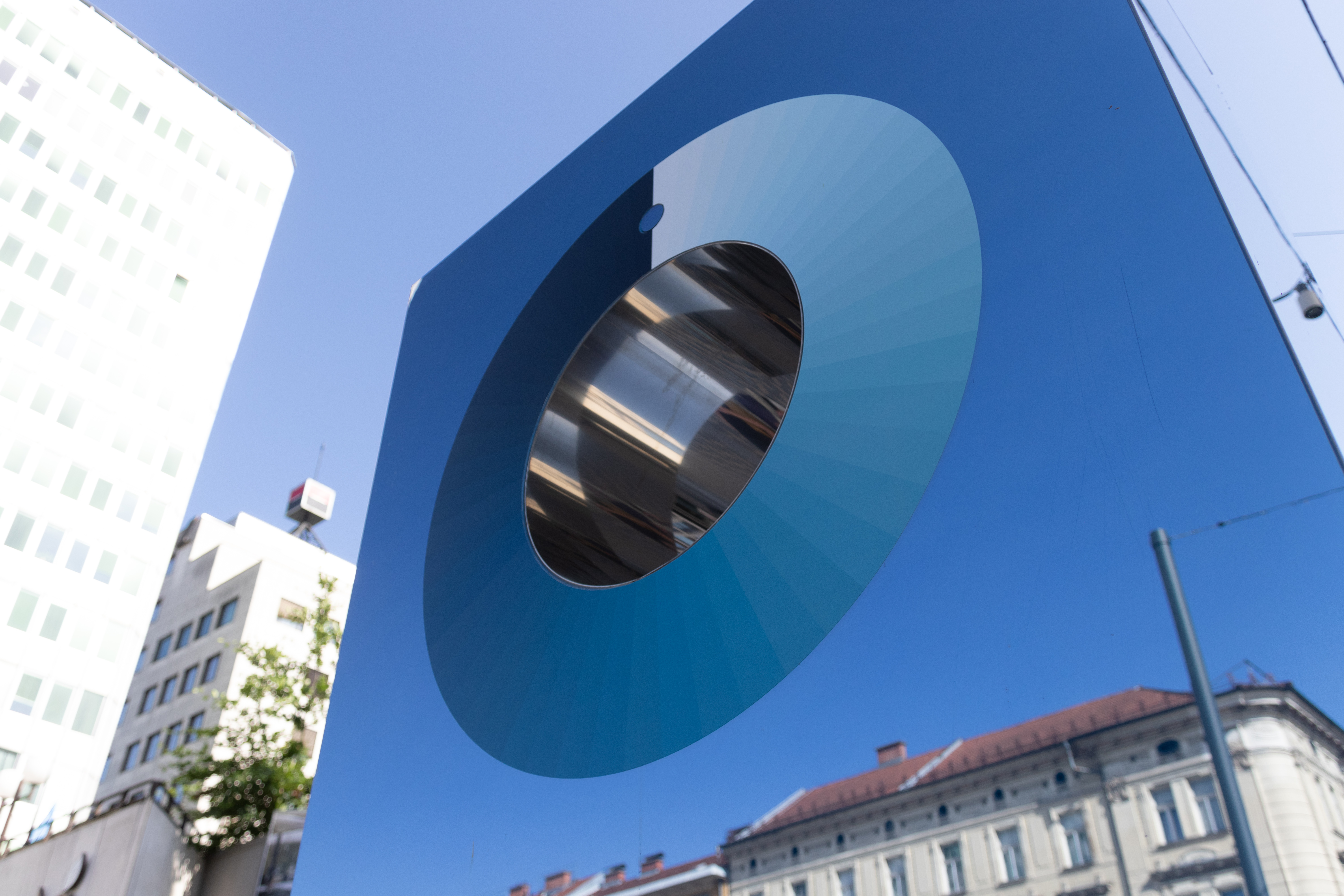
عمل فني في ليوبليانا عاصمة سلوفينيا، مستوحى من مقياس الزرقة

مقياس الزُّرقة أو مقياس الازرقاق (بالإنجليزية: Cyanometer)‏ هو أداة لقياس الزرقة، وتحديدًا شدة لون السماء الزرقاء. يُنسب إلى أوراس بنديكت دو سوسير وألكسندر فون هومبولت. يتكون من مربعات الورق مصبوغة بدرجات متدرجة من اللون الأزرق ومرتبة في دائرة أو مربع لوني يمكن رفعه ومقارنته بلون السماء.